# 21117 Tashimaseizo
21117 Tashimaseizo este o planetă minoră (asteroid), cu un diametru de 3,869 km, din centura de asteroizi. A fost descoperită pe 30 septembrie 1992 la Kitami Observatory⁠(d) de Kin Endate. 
Obiectul prezintă o orbită caracterizată de o semiaxă mare de 2,2845363 UAi, o excentricitate de 0,09, o înclinație de 3,57353 ° în raport cu ecliptica.